# Nati il 21 marzo
| Questa pagina contiene informazioni ricavate automaticamente dalle voci biografiche con l'ausilio del template Bio e di un bot. L'aggiornamento è periodico e automatico e ricostruisce completamente la pagina. Se manca una persona in questa lista, sei pregato di non aggiungerla, ma accertati piuttosto che la sua voce biografica contenga il template Bio e che i dati anagrafici siano correttamente compilati. Se il template Bio manca, inseriscilo tu stesso o, in alternativa, metti l'avviso {{tmp\|Bio}} che ne segnala la mancanza. Se i dati riportati sono sbagliati, correggi direttamente la voce biografica; le modifiche saranno visibili in questa lista entro pochi giorni. Per chiarimenti vedi il progetto biografie. La lista contiene solo le 1.257 persone che sono citate nell'enciclopedia e per le quali è stato implementato correttamente il template Bio. Pagina aggiornata al 17 ago 2025. |

## X secolo(1)
- 927 - Song Taizu, imperatore cinese († 976)

## XIII secolo(1)
- 1226 - Carlo I d'Angiò, sovrano francese († 1285)

## XV secolo(4)
- 1425 - Henry de Beauchamp, I duca di Warwick, conte († 1446)
- 1456 - Georg von Slatkonia, vescovo cattolico sloveno († 1522)
- 1467 - Caritas Pirckheimer, religiosa e umanista tedesca († 1532)
- 1474 - Angela Merici, mistica italiana († 1540)

## XVI secolo(9)
- 1514 - Maurizio Pietra, vescovo cattolico italiano († 1576)
- 1521 - Maurizio I, Elettore di Sassonia, duca tedesco († 1553)
- 1551 - Maria Anna di Baviera, principessa († 1608)
- 1554 - Gastón de Moncada y Gralla, nobile, politico e diplomatico spagnolo († 1626)
- 1557 - Anne Dacre, nobildonna e poetessa inglese († 1630)
- 1560 - Paolo Emilio Sfondrati, cardinale e vescovo cattolico italiano († 1618)
- 1588 - Egon VIII di Fürstenberg-Heiligenberg, nobile e generale tedesco († 1635)
- 1595 - Ferdinando Ughelli, monaco cristiano, abate e storico italiano († 1670)
- 1600 - Benedetto Di Virgilio, poeta italiano († 1667)

## XVII secolo(17)
- 1609 - Benedikt Sőlőši, poeta e gesuita slovacco († 1656)
- 1624 - François Roberday, organista e compositore francese († 1680)
- 1624 - Paolo Segneri, gesuita, scrittore e predicatore italiano († 1694)
- 1626 - Pedro de San José de Bethencourt, religioso e santo spagnolo († 1667)
- 1635 - Francesco Alfonso Donnoli, scrittore, poeta e insegnante italiano († 1724)
- 1643 - Virginia Benedetta Chierichetti, religiosa italiana († 1718)
- 1661 - Pierre Dandrieu, organista, compositore e prete francese († 1733)
- 1665 - José Benito de Churriguera, architetto e scultore spagnolo († 1725)
- 1666 - Ogyū Sorai, filosofo giapponese († 1728)
- 1667 - Michel Bégon, funzionario francese († 1747)
- 1669 - Alamanno Salviati, cardinale italiano († 1733)
- 1672 - Stefano Benedetto Pallavicino, poeta e librettista italiano († 1742)
- 1672 - Andrés de Orbe y Larreátegui, religioso e arcivescovo cattolico spagnolo († 1740)
- 1675 - Matteo Sacchetti, I marchese di Castelromano, nobile e diplomatico italiano († 1744)
- 1676 - Girolamo Antonio Altieri, III principe di Oriolo, principe italiano († 1762)
- 1678 - Maria Elisabetta di Schleswig-Holstein-Gottorp, religiosa tedesca († 1755)
- 1692 - Carlo Gonzaga, religioso italiano († 1771)

## XVIII secolo(36)
- 1704 - Alessandro Ferdinando di Thurn und Taxis, principe († 1773)
- 1705 - Lorenz Natter, medaglista tedesco († 1763)
- 1707 - Manuel de Amat y Junient, generale spagnolo († 1782)
- 1715 - Johann Gottfried Knöffler, scultore tedesco († 1779)
- 1715 - Saliha Sultan, principessa ottomana († 1778)
- 1718 - Friedrich August Krubsacius, architetto tedesco († 1789)
- 1721 - Lodovico Bò, architetto italiano († 1800)
- 1721 - Charles Cathcart, IX Lord Cathcart, generale e diplomatico scozzese († 1776)
- 1728 - Giuseppe Venceslao di Fürstenberg, principe († 1783)
- 1736 - Claude-Nicolas Ledoux, cantante e urbanista francese († 1806)
- 1740 - Francesco Luini, matematico e gesuita italiano († 1792)
- 1745 - Marianne von Dalberg, contessa tedesca († 1804)
- 1745 - François de Bovet, arcivescovo cattolico francese († 1830)
- 1747 - Francesco Maria Milesi, patriarca cattolico italiano († 1819)
- 1752 - Maurice-Louis-Joseph Gigost d'Elbée, generale francese († 1794)
- 1752 - Luigi Raffanelli, cantante lirico italiano († 1821)
- 1757 - James Sowerby, illustratore e naturalista inglese († 1822)
- 1758 - Aimé Guillon, abate, letterato e bibliotecario francese († 1842)
- 1761 - Giuseppe Sigismondo Ala Ponzone, collezionista d'arte e botanico italiano († 1842)
- 1761 - Prospero Mallerini, pittore italiano († 1838)
- 1763 - Jean Paul, scrittore e pedagogista tedesco († 1825)
- 1764 - Paku Alam I, sovrano indonesiano († 1829)
- 1764 - Giuseppe Benedetto Tornielli, politico italiano († 1846)
- 1768 - Jean Baptiste Joseph Fourier, matematico e fisico francese († 1830)
- 1770 - Antonio Florian, pittore e restauratore italiano
- 1771 - Jacob Sturm, incisore tedesco († 1848)
- 1775 - Gaetano Marotta, patriota e politico italiano († 1854)
- 1787 - Benjamin Antier, drammaturgo francese († 1870)
- 1788 - Boniface de Castellane, nobile e generale francese († 1862)
- 1788 - Ignaz Venetz, ingegnere e naturalista svizzero († 1859)
- 1792 - Bernardo Bellini, poeta, drammaturgo e tipografo italiano († 1876)
- 1792 - Gerolamo Berlinguer, militare italiano († 1869)
- 1794 - Poul Martin Møller, scrittore danese († 1838)
- 1797 - Alexandre-Philippe Andryane, rivoluzionario e politico francese († 1863)
- 1797 - Johann Andreas Wagner, paleontologo, zoologo e archeologo tedesco († 1861)
- 1800 - Francesco Podesti, pittore italiano († 1895)

## XIX secolo(162)
- 1801 - Maria Teresa d'Asburgo-Lorena, principessa austriaca († 1855)
- 1803 - Tommaso Spinola, politico italiano († 1879)
- 1804 - Basilio Basili, compositore e tenore italiano († 1895)
- 1804 - Domenico de Ferrari, magistrato e politico italiano († 1882)
- 1806 - Benito Juárez, politico e avvocato messicano († 1872)
- 1807 - Amelia FitzClarence, nobile britannica († 1858)
- 1807 - George Broadfoot, militare scozzese († 1845)
- 1809 - Jules Favre, politico francese († 1880)
- 1810 - Diomede Pantaleoni, medico e politico italiano († 1885)
- 1811 - Giuseppe Argenti, scultore italiano († 1876)
- 1811 - Fanny Lewald, scrittrice e saggista tedesca († 1889)
- 1812 - William George Ward, matematico e teologo inglese († 1882)
- 1815 - Giacomo Arditi, storico italiano († 1891)
- 1816 - Pelagio Antonio de Labastida y Dávalos, arcivescovo cattolico messicano († 1891)
- 1817 - Pietro Manodori, politico e banchiere italiano († 1877)
- 1817 - Joseph Poelaert, architetto belga († 1879)
- 1821 - Francisco Diez Canseco, politico peruviano († 1884)
- 1821 - Benedetto Sborgi, tipografo italiano († 1904)
- 1823 - Luigi Boscolo, artista e incisore italiano († 1906)
- 1823 - Jules Émile Planchon, botanico francese († 1888)
- 1825 - François Chifflart, pittore e incisore francese († 1901)
- 1825 - James Wakefield, politico statunitense († 1910)
- 1826 - Louis-Arsène Delaunay, attore e insegnante francese († 1903)
- 1828 - Raffaele Canevari, ingegnere italiano († 1900)
- 1828 - Benito Sanz y Forés, cardinale e arcivescovo cattolico spagnolo († 1895)
- 1833 - Emilio Cianchi, compositore italiano († 1890)
- 1833 - Carl Stål, entomologo svedese († 1878)
- 1837 - Charles Auguste Bretagne, funzionario francese († 1881)
- 1837 - Theodore Nicholas Gill, zoologo statunitense († 1914)
- 1837 - Adolf von Koenen, geologo tedesco († 1915)
- 1837 - Stanislao Mocenni, generale e politico italiano († 1907)
- 1838 - Wilma Neruda, violinista ceca († 1911)
- 1838 - Pietro Tacchini, astronomo, astrofisico e meteorologo italiano († 1905)
- 1839 - Modest Petrovič Musorgskij, compositore russo († 1881)
- 1840 - Francišak Bahuševič, poeta, scrittore e avvocato bielorusso († 1900)
- 1841 - Mathilde Blind, poetessa, biografa e saggista tedesca († 1896)
- 1841 - Lodovico Boschieri, patriota e politico italiano († 1909)
- 1842 - Adriano Caserotti, francescano e missionario italiano († 1900)
- 1842 - Adalbert Geheeb, botanico tedesco († 1909)
- 1843 - Ricardo Velázquez Bosco, architetto e archeologo spagnolo († 1923)
- 1845 - Raffaello Gestro, naturalista e entomologo italiano († 1936)
- 1847 - Giovanni Vieri, patriota e tipografo italiano († 1926)
- 1848 - Cristiano Kraft di Hohenlohe-Öhringen, politico tedesco († 1926)
- 1852 - William Ker, calciatore scozzese († 1911)
- 1852 - Arthur Milchhöfer, archeologo tedesco († 1903)
- 1854 - Léo Taxil, scrittore e giornalista francese († 1907)
- 1857 - Hunter Liggett, generale statunitense († 1935)
- 1858 - Luigi Roversi, politico italiano († 1917)
- 1858 - Enric Sagnier, architetto spagnolo († 1931)
- 1858 - Savino Varazzani, politico e giornalista italiano († 1938)
- 1859 - Josip Lavrenčič, politico italiano († 1936)
- 1859 - Daria Pratt, golfista statunitense († 1938)
- 1860 - Maurice Vidal Portman, ufficiale britannico († 1935)
- 1860 - Rinaldo Camillo Rousset, arcivescovo cattolico italiano († 1926)
- 1861 - Alessandro Codivilla, medico e chirurgo italiano († 1912)
- 1861 - Achille Sclavo, medico italiano († 1930)
- 1861 - Charles Swickard, regista, attore e sceneggiatore tedesco († 1929)
- 1862 - Arthur Carnell, tiratore a segno britannico († 1940)
- 1862 - Cesare Poma, diplomatico, numismatico e storico italiano († 1932)
- 1863 - George Latimer Bates, ornitologo, botanico e naturalista statunitense († 1940)
- 1864 - Vettore Zanetti Zilla, pittore italiano († 1946)
- 1865 - Herbert Fisher, politico britannico († 1940)
- 1865 - Giovanni Pansa, archeologo, avvocato e storico italiano († 1929)
- 1866 - Antonia Maury, astronoma statunitense († 1952)
- 1866 - Vitige Tirelli, psichiatra italiano († 1941)
- 1866 - Wakatsuki Reijirō, politico giapponese († 1949)
- 1867 - Amos Arthur Heller, botanico statunitense († 1944)
- 1867 - Florenz Ziegfeld, impresario teatrale statunitense († 1932)
- 1868 - Alexander Halprin, scacchista russo († 1921)
- 1869 - Frederick William Green, egittologo britannico († 1949)
- 1869 - Albert Kahn, architetto statunitense († 1942)
- 1869 - David Robertson, rugbista a 15 e golfista scozzese († 1937)
- 1870 - David C. Montgomery, attore e ballerino statunitense († 1917)
- 1870 - Herbert Ponting, fotografo e esploratore britannico († 1935)
- 1870 - Giacinto Viola, medico italiano († 1943)
- 1871 - Orazio Gavioli, botanico e chirurgo italiano († 1944)
- 1871 - Carlo Maria Piazza, ufficiale, aviatore e cavaliere italiano († 1917)
- 1872 - Karl Strünckmann, psichiatra tedesco († 1953)
- 1873 - Esma Sultan, principessa ottomana († 1899)
- 1874 - Giuseppe Capaldo, poeta italiano († 1919)
- 1874 - Max Meyerhof, medico e orientalista tedesco († 1945)
- 1874 - Alfred Tysoe, mezzofondista britannico († 1901)
- 1874 - Beatrice di Borbone-Spagna, principessa e duchessa († 1961)
- 1875 - Adolfo Betti, violinista italiano († 1950)
- 1875 - Mario Betti, chimico italiano († 1942)
- 1875 - Cesare Boccoleri, arcivescovo cattolico italiano († 1956)
- 1875 - Jean-René Cruchet, medico francese († 1959)
- 1875 - Jane Wolfe, attrice statunitense († 1958)
- 1875 - Władysław Wróblewski, politico e diplomatico polacco († 1951)
- 1876 - Luigi Cellucci, filologo e storico dell'arte italiano († 1962)
- 1876 - Egidio Raimondo Maccanti, presbitero italiano († 1918)
- 1876 - Walter Tewksbury, velocista e ostacolista statunitense († 1968)
- 1877 - John Aspin, velista britannico († 1960)
- 1877 - Ignazio Lupo, mafioso italiano († 1947)
- 1877 - Guglielmo Sabatini, giurista italiano († 1949)
- 1878 - Pasquale Amato, baritono italiano († 1942)
- 1878 - Marcello Dudovich, pubblicitario, pittore e illustratore italiano († 1962)
- 1879 - Hasmik, attrice sovietica († 1947)
- 1879 - Josef Steinbach, tiratore di fune e sollevatore austriaco († 1937)
- 1880 - Gilbert M. Anderson, attore, sceneggiatore e regista statunitense († 1971)
- 1880 - Hans Hofmann, pittore tedesco († 1966)
- 1880 - Egisto Olivieri, attore italiano († 1962)
- 1881 - Raffaele Pastore, politico italiano († 1969)
- 1881 - Herbert von Petersdorff, nuotatore e pallanuotista tedesco († 1917)
- 1882 - Henri Cohen, pallanuotista belga († 1931)
- 1882 - Fritzi Massary, attrice teatrale e soprano austriaca († 1969)
- 1883 - Vladimir Aleksandrovič Antonov-Ovseenko, rivoluzionario, diplomatico e militare ucraino († 1938)
- 1883 - Sam Hardy, attore statunitense († 1935)
- 1884 - Nora Barnacle, irlandese († 1951)
- 1884 - George David Birkhoff, matematico statunitense († 1944)
- 1885 - Charlie Daniels, nuotatore statunitense († 1973)
- 1885 - Modesto Della Porta, poeta italiano († 1938)
- 1885 - Roberto Melli, pittore e scultore italiano († 1958)
- 1885 - Canzio Pizzoni, presbitero e teologo italiano († 1969)
- 1885 - Pierre Renoir, attore francese († 1952)
- 1885 - Vladimir Bertol'dovič Vil'ner, regista russo († 1952)
- 1886 - Georg von Braun, cavaliere svedese († 1972)
- 1886 - Filippo Cavazza, biologo e zoologo italiano († 1953)
- 1886 - Walter Dray, astista statunitense († 1973)
- 1886 - Carl Martin Norberg, ginnasta svedese († 1970)
- 1887 - Luigi Filippo di Braganza, nobile portoghese († 1908)
- 1887 - Francesco Giunta, politico italiano († 1971)
- 1887 - Lajos Kassák, scrittore, artista e giornalista ungherese († 1967)
- 1887 - Erich Mendelsohn, architetto tedesco († 1953)
- 1887 - Edwin Scharff, scultore tedesco († 1955)
- 1888 - Giovanni Cocchi, ciclista su strada italiano
- 1888 - Federico Nomi, avvocato, politico e economista italiano († 1980)
- 1888 - Aleksej Vladimirovič Stančinskij, compositore e pianista russo († 1914)
- 1888 - Marietta Šaginjan, scrittrice sovietica († 1982)
- 1889 - Giuseppe Capograssi, giurista e filosofo italiano († 1956)
- 1889 - Bernard Freyberg, generale e politico britannico († 1963)
- 1889 - Emilio Murdolo, pittore italiano († 1965)
- 1889 - W. S. Van Dyke, regista, sceneggiatore e produttore cinematografico statunitense († 1943)
- 1890 - Vilmos Kertész, calciatore ungherese († 1962)
- 1890 - Wilhelm Rupprecht, generale tedesco († 1967)
- 1891 - Aleksandr Gorbatov, generale sovietico († 1973)
- 1891 - Jerusha Jhirad, ginecologa indiana († 1984)
- 1892 - Ettore Ovazza, banchiere, imprenditore e saggista italiano († 1943)
- 1893 - Sverre Andersen, calciatore norvegese († 1947)
- 1893 - Vincenzo Baccalà, antifascista italiano († 1937)
- 1893 - Mario Ceconi di Montececon, scultore italiano († 1980)
- 1893 - Eugénie Droz, editrice e storica svizzera († 1976)
- 1893 - Sidney Franklin, regista, produttore cinematografico e attore statunitense († 1972)
- 1895 - Leonid Osipovič Utësov, cantante, direttore d'orchestra e attore sovietico († 1982)
- 1895 - Florimond Vanhalme, calciatore e allenatore di calcio belga († 1979)
- 1896 - Dino Bonardi, giornalista e scrittore italiano († 1966)
- 1896 - Augusto Maselli, calciatore italiano († 1968)
- 1896 - Friedrich Waismann, filosofo austriaco († 1959)
- 1896 - Paul Wescher, storico dell'arte tedesco († 1974)
- 1896 - Errick Willis, giocatore di curling canadese († 1967)
- 1897 - Michelangelo Galioto, politico italiano († 1977)
- 1897 - John Ridley Stroop, psicologo statunitense († 1973)
- 1897 - Gianni Vagnetti, pittore italiano († 1956)
- 1898 - Luigi Bacciconi, politico italiano († 1979)
- 1898 - Antonio Ghiardello, canottiere italiano († 1992)
- 1899 - Antonio Corsano, storico della filosofia italiano († 1989)
- 1899 - Giuseppe Fois, arbitro di calcio italiano
- 1899 - Rezső Nikolsburger, calciatore ungherese († 1969)
- 1899 - Panagiōtīs Pipinelīs, politico e diplomatico greco († 1970)
- 1899 - Ladislav Vácha, ginnasta cecoslovacco († 1943)
- 1900 - Paul Kletzki, compositore e direttore d'orchestra polacco († 1973)
- 1900 - Sun Yu, regista cinese († 1990)

## XX secolo(984)
- 1901 - Carmelita Geraghty, attrice e pittrice statunitense († 1966)
- 1901 - Giorgio Sisini, editore e ingegnere italiano († 1972)
- 1902 - Elena Albertini, scrittrice italiana († 1990)
- 1902 - Vasilij Michajlovič Andrianov, politico sovietico († 1978)
- 1902 - Mario Delpozzo, politico italiano († 1984)
- 1902 - Gustav Fröhlich, attore tedesco († 1987)
- 1902 - Leandro Gómez Harley, cestista e ostacolista uruguaiano († 1979)
- 1902 - Son House, cantante e chitarrista statunitense († 1988)
- 1902 - Santo Pecora, trombonista statunitense († 1984)
- 1902 - Al Smith, fumettista statunitense († 1986)
- 1903 - Arnaldo Dell'Ira, architetto italiano († 1943)
- 1903 - Julius Eisenecker, schermidore tedesco († 1981)
- 1903 - Paul Fitzgibbon, giocatore di football americano statunitense († 1975)
- 1903 - James Ford, attore statunitense († 1977)
- 1903 - William C. Hayes, egittologo statunitense († 1963)
- 1903 - Mark Hellinger, giornalista, produttore cinematografico e scrittore statunitense († 1947)
- 1904 - Edward Cronjager, direttore della fotografia statunitense († 1960)
- 1904 - Forrest Mars senior, imprenditore statunitense († 1999)
- 1904 - Albert Schilling, scultore svizzero († 1987)
- 1904 - Nikolaos Skalkottas, compositore greco († 1949)
- 1904 - Maria Tedeschi, attrice italiana († 1995)
- 1905 - Pedro Eugenio Aramburu, politico e generale argentino († 1970)
- 1905 - Joan Corominas, filologo spagnolo († 1997)
- 1905 - Claude W. Hibbard, paleontologo statunitense († 1973)
- 1905 - Hilde Konetzni, soprano austriaco († 1980)
- 1905 - Phyllis McGinley, scrittrice statunitense († 1978)
- 1905 - Sachiko Murase, attrice giapponese († 1993)
- 1905 - Nikolaj Semaško, arbitro di pallacanestro e dirigente sportivo sovietico († 1976)
- 1906 - Helen Deutsch, sceneggiatrice e giornalista statunitense († 1992)
- 1906 - Pina Sacconaghi, pittrice italiana († 1994)
- 1906 - Jim Thompson, imprenditore statunitense († 1967)
- 1907 - Giuseppe Branca, giurista e politico italiano († 1987)
- 1907 - Zoltán Kemény, scultore ungherese († 1965)
- 1907 - William Rarita, fisico statunitense († 1999)
- 1907 - Michele Rolle, calciatore italiano († 1981)
- 1908 - Francesco Canova, medico e missionario italiano († 1998)
- 1908 - Jenő Kalmár, allenatore di calcio e calciatore ungherese († 1990)
- 1908 - Josef Schmitt, calciatore tedesco († 1980)
- 1908 - Felice Vatteroni, scultore italiano († 1993)
- 1909 - Angelo Arpa, critico cinematografico, scrittore e gesuita italiano († 2003)
- 1909 - Irakli Bagration-Mukhrani, principe georgiano († 1977)
- 1909 - Santiago Núñez Sánchez, calciatore e allenatore di calcio spagnolo († 1992)
- 1909 - Francesco Riviera, calciatore italiano
- 1909 - Elio Romano, pittore italiano († 1996)
- 1910 - Shūhei Nishida, astista giapponese († 1997)
- 1912 - Peter Bull, attore britannico († 1984)
- 1912 - Fausto Comar, calciatore italiano († 1987)
- 1912 - Waldyr, calciatore brasiliano († 1979)
- 1912 - Shefqet Ndroqi, medico albanese († 2001)
- 1912 - Ghazi I d'Iraq, sovrano iracheno († 1939)
- 1913 - George Abecassis, pilota automobilistico britannico († 1991)
- 1913 - Emilio Alonso, cestista cubano († 1998)
- 1913 - Franz Brunner, pallamanista austriaco († 1991)
- 1913 - Rousseau Hayner Flower, paleontologo statunitense († 1988)
- 1913 - Floyd Hamilton, criminale statunitense († 1943)
- 1913 - Guillermo Haro, astronomo messicano († 1988)
- 1913 - Ivan Goran Kovačić, scrittore, giornalista e partigiano croato († 1943)
- 1913 - Salvatore Perrucci, calciatore italiano († 1975)
- 1913 - Alfred Picard, calciatore tedesco († 1945)
- 1913 - Enrico Reposi, giornalista, scrittore e poeta italiano († 1959)
- 1913 - Pietro Righi, calciatore italiano († 1962)
- 1913 - Claude Venard, pittore francese († 1999)
- 1914 - Sutan Anwar, calciatore indonesiano
- 1914 - Gino Campese, pianista, compositore e direttore d'orchestra italiano († 1973)
- 1914 - Michel Frutoso, calciatore francese († 2003)
- 1914 - Nicola Sebastio, scultore e disegnatore italiano († 2005)
- 1914 - Hernán Siles Zuazo, politico boliviano († 1996)
- 1914 - Paul Tortelier, violoncellista e compositore francese († 1990)
- 1915 - Mimo Billi, attore italiano († 1978)
- 1915 - Angelo Cattaneo, calciatore italiano († 1990)
- 1915 - Hank D'Amico, clarinettista e sassofonista statunitense († 1965)
- 1915 - Jean Demozay, militare e aviatore francese († 1945)
- 1915 - Diana Gibson, attrice statunitense († 1991)
- 1915 - Renato Gozzi, politico italiano († 1999)
- 1915 - Haroldo Barbosa, compositore, comico e giornalista brasiliano († 1979)
- 1915 - Roberto Irañeta, calciatore argentino († 1993)
- 1915 - Valter Neeris, calciatore estone († 1942)
- 1915 - Eliseo Pajaro, compositore filippino († 1984)
- 1915 - Antonino Scaini, politico italiano († 1991)
- 1915 - Sister Rosetta Tharpe, cantante e chitarrista statunitense († 1973)
- 1915 - Rafael Vega de los Reyes, torero spagnolo († 1969)
- 1915 - Vittorino Villani, artigiano e politico italiano († 2007)
- 1916 - Vittorio Duse, attore, regista e sceneggiatore italiano († 2005)
- 1917 - Gino Cesaretti, romanziere, poeta e giornalista italiano († 2015)
- 1917 - Anton Coppola, compositore e direttore d'orchestra statunitense († 2020)
- 1917 - Pietro Corsini, generale italiano († 1991)
- 1917 - Juris Solovjovs, cestista lettone († 2007)
- 1918 - Gino Covili, pittore italiano († 2005)
- 1918 - Verna Fields, montatrice statunitense († 1982)
- 1918 - Patrick Lucey, politico e ambasciatore statunitense († 2014)
- 1918 - Alberto Marvelli, ingegnere e politico italiano († 1946)
- 1918 - Knud Børge Overgaard, calciatore danese († 1985)
- 1918 - Charles Thompson, pianista, organista e arrangiatore statunitense († 2016)
- 1919 - Pietro Ardito, disegnatore, vignettista e pittore italiano († 2005)
- 1919 - Carlo Gambarotta, arbitro di calcio italiano († 2004)
- 1919 - Richard Mervyn Hare, filosofo inglese († 2002)
- 1919 - Lois Collier, attrice statunitense († 1999)
- 1919 - Olga Porumbaru, scultrice, architetta e attrice rumena († 2010)
- 1919 - Aleksandrs Vanags, calciatore, cestista e allenatore di pallacanestro lettone († 1986)
- 1919 - Douglas Joseph Warren, vescovo cattolico australiano († 2013)
- 1920 - Carlo Bagno, attore italiano († 1990)
- 1920 - Francesco Bova, politico italiano († 2008)
- 1920 - Mario Cecchi Gori, produttore cinematografico italiano († 1993)
- 1920 - Plinio Clabassi, basso italiano († 1984)
- 1920 - Fonty Flock, pilota automobilistico statunitense († 1972)
- 1920 - Sofia Ionescu, chirurga e neurologa rumena († 2008)
- 1920 - Alessandro Mettimano, generale e aviatore italiano († 1983)
- 1920 - Aldo Monsellato, calciatore italiano
- 1920 - Éric Rohmer, regista, sceneggiatore e scenografo francese († 2010)
- 1921 - Abd al-Salam Arif, militare e politico iracheno († 1966)
- 1921 - Vasilij Iosifovič Džugašvili, generale sovietico († 1962)
- 1921 - Hilda Gadea, economista peruviana († 1974)
- 1921 - Paco Godia, pilota automobilistico spagnolo († 1990)
- 1921 - André Goeuriot, cestista francese († 1973)
- 1921 - Arthur Grumiaux, violinista belga († 1986)
- 1921 - José Méndez Asensio, arcivescovo cattolico spagnolo († 2006)
- 1921 - Marcello Pagnini, critico letterario e anglista italiano († 2010)
- 1921 - Jair Rosa Pinto, calciatore e allenatore di calcio brasiliano († 2005)
- 1921 - Hossein Soudipour, cestista e allenatore di pallacanestro iraniano († 2017)
- 1922 - Angelino Balistreri, pittore e scultore italiano († 2015)
- 1922 - Johnny Ezersky, cestista statunitense († 2012)
- 1922 - Julien Meuris, cestista belga
- 1922 - Russ Meyer, regista, sceneggiatore e montatore statunitense († 2004)
- 1922 - Livio Dante Porta, ingegnere argentino († 2003)
- 1922 - Franz Wunsch, militare austriaco († 2009)
- 1923 - Albert Allen Bartlett, docente e fisico statunitense († 2013)
- 1923 - Louis-Edmond Hamelin, geografo canadese († 2020)
- 1923 - Guido Klein, calciatore e allenatore di calcio italiano
- 1923 - César López Fretes, allenatore di calcio e calciatore paraguaiano († 2001)
- 1923 - Gino Mattiussi, partigiano italiano († 1990)
- 1923 - Peter Pratt, attore e cantante britannico († 1995)
- 1923 - Nizar Qabbani, diplomatico, poeta e editore siriano († 1998)
- 1923 - Shri Mataji Nirmala Devi, attivista indiana († 2011)
- 1923 - Sandro Tuminelli, attore, doppiatore e direttore del doppiaggio italiano († 2011)
- 1924 - Franco Fanti, ciclista su strada italiano († 2007)
- 1924 - Cosimo La Penna, calciatore italiano († 1993)
- 1924 - Giuseppe Lattanzi, pilota motociclistico italiano († 1955)
- 1924 - Harry Lehmann, fisico tedesco († 1998)
- 1924 - Emanuele Macaluso, politico, sindacalista e giornalista italiano († 2021)
- 1924 - Giuseppe Tavani, filologo italiano († 2019)
- 1925 - Peter Brook, regista britannico († 2022)
- 1925 - Arturo Del Castillo, fumettista cileno († 1992)
- 1925 - Karl Holmström, saltatore con gli sci svedese († 1974)
- 1925 - Hugo Koblet, ciclista su strada e pistard svizzero († 1964)
- 1926 - André Delvaux, regista belga († 2002)
- 1926 - Heikki Hasu, sciatore nordico e politico finlandese († 2025)
- 1926 - Park Il-kap, calciatore sudcoreano († 1987)
- 1926 - Rolly Tasker, velista australiano († 2012)
- 1926 - José Antonio Valverde, biologo, naturalista e ecologo spagnolo († 2003)
- 1927 - Halton Arp, astronomo statunitense († 2013)
- 1927 - Rosa Balistreri, cantautrice e cantastorie italiana († 1990)
- 1927 - Angiolo Bandinelli, scrittore e politico italiano († 2022)
- 1927 - Innocenzo Chatrian, fondista italiano († 2019)
- 1927 - Hans-Dietrich Genscher, politico tedesco († 2016)
- 1927 - Guido Leontini, attore italiano († 1996)
- 1927 - Albino Lucatello, pittore italiano († 1984)
- 1927 - Virginia Weidler, attrice statunitense († 1968)
- 1928 - Vittorio Cascetta, politico italiano († 1989)
- 1928 - Camilo Cerviño, calciatore argentino († 2017)
- 1928 - Joy Gannon, tennista britannica († 2018)
- 1928 - Peter Hacks, drammaturgo, poeta e saggista tedesco († 2003)
- 1928 - Charles E. Kearns, astronomo statunitense († 2000)
- 1928 - Luigi Magni, regista, sceneggiatore e scrittore italiano († 2013)
- 1928 - Lea Ritter Santini, germanista, filologa e critica letteraria italiana († 2008)
- 1928 - Surya Bahadur Thapa, politico nepalese († 2015)
- 1928 - Dante Virgili, scrittore italiano († 1992)
- 1929 - Gallieno Ferri, fumettista italiano († 2016)
- 1929 - Paolo Giaccone, medico italiano († 1982)
- 1929 - Angelo Paracucchi, cuoco italiano († 2004)
- 1929 - Don Robertson, scrittore statunitense († 1999)
- 1929 - Jack Siemon, hockeista su ghiaccio canadese
- 1929 - Jimmy Wardhaugh, calciatore scozzese († 1978)
- 1930 - James Coco, attore statunitense († 1987)
- 1930 - Eriberto Guidi, fotografo italiano († 2016)
- 1930 - Alfonso Dante Mion, calciatore italiano († 2017)
- 1930 - Otis Spann, pianista e cantante statunitense († 1970)
- 1931 - Vitalij Evgen'evič Aksёnov, regista sovietico († 2020)
- 1931 - Catherine Gibson, nuotatrice britannica († 2013)
- 1931 - Virginio Guidazzi, calciatore italiano († 1974)
- 1931 - Alda Merini, poeta, aforista e scrittrice italiana († 2009)
- 1931 - Richard Ratsimandrava, politico e militare malgascio († 1975)
- 1931 - Joseph Raz, filosofo israeliano († 2022)
- 1931 - Al Williamson, fumettista statunitense († 2010)
- 1932 - Nicholas Bianco, mafioso statunitense († 1994)
- 1932 - Nino Defilippis, ciclista su strada e pistard italiano († 2010)
- 1932 - Narciso Donzelli, calciatore italiano († 1996)
- 1932 - Gianfranco Funari, conduttore televisivo e opinionista italiano († 2008)
- 1932 - Walter Gilbert, biochimico e fisico statunitense
- 1932 - Pierre Grillet, calciatore francese († 2018)
- 1932 - Joseph Silverstein, violinista, docente e direttore d'orchestra statunitense († 2015)
- 1932 - Giovanni Battista Zorzoli, ingegnere e autore televisivo italiano
- 1933 - Michael Heseltine, politico britannico
- 1933 - Silvio Panciera, epigrafista e storico italiano († 2016)
- 1933 - Fons van Wissen, calciatore olandese († 2015)
- 1934 - Mohamed Ennaceur, politico tunisino
- 1934 - Al Freeman Jr., attore, sceneggiatore e regista statunitense († 2012)
- 1934 - Giulio Paradisi, attore e regista italiano
- 1934 - Ihor Rybak, sollevatore sovietico († 2005)
- 1934 - Raoul Vaneigem, scrittore e giornalista belga
- 1934 - Mohammad bin Sa'ud Al Sa'ud, principe, politico e imprenditore saudita († 2012)
- 1935 - Dumitru Alexe, canoista romeno († 1971)
- 1935 - Brian Clough, calciatore e allenatore di calcio inglese († 2004)
- 1935 - Nigel Rogers, tenore, direttore di coro e insegnante inglese († 2022)
- 1935 - Branislav Simić, lottatore jugoslavo
- 1935 - Lajos Tichy, calciatore e allenatore di calcio ungherese († 1999)
- 1936 - Beniamino Cancian, calciatore e allenatore di calcio italiano († 2025)
- 1936 - Betty Curtis, cantante italiana († 2006)
- 1936 - Lamberto Maffei, medico italiano
- 1936 - Margaret Mahy, scrittrice neozelandese († 2012)
- 1936 - Giuseppe Pardini, ex ciclista su strada italiano
- 1936 - Marek Stachowski, compositore polacco († 2004)
- 1936 - Simon Sze, ingegnere taiwanese († 2023)
- 1936 - Rusty Wailes, canottiere statunitense († 2002)
- 1936 - Takeshi Watabe, doppiatore e attore giapponese († 2010)
- 1937 - Fred Akuffo, politico e generale ghanese († 1979)
- 1937 - François Bonlieu, sciatore alpino francese († 1973)
- 1937 - Ann Clwyd, politica britannica († 2023)
- 1937 - Tom Flores, ex giocatore di football americano e allenatore di football americano statunitense
- 1937 - Mária Kocsor, ex cestista ungherese
- 1937 - Julienne Marie, attrice e psicoterapeuta statunitense
- 1937 - Pierre-Jean Rémy, diplomatico e scrittore francese († 2010)
- 1938 - Silvio Benedetto, pittore e scultore argentino
- 1938 - Giovanni Blandino, scultore e pittore italiano († 2020)
- 1938 - Terry Gray, allenatore di hockey su ghiaccio e hockeista su ghiaccio canadese († 2020)
- 1938 - Barry Hawkes, calciatore inglese († 2016)
- 1938 - Doug Kistler, cestista statunitense († 1980)
- 1938 - Dorrit Kristensen, ex nuotatrice danese
- 1938 - Luigi Tenco, cantautore e poeta italiano († 1967)
- 1939 - Orbie Bowling, ex cestista statunitense
- 1939 - Severino Cannelonga, politico italiano
- 1939 - Procópio Cardoso, allenatore di calcio e ex calciatore brasiliano
- 1939 - Bob Clarke, ex cestista statunitense
- 1939 - Anna Maria Gherardi, attrice italiana († 2014)
- 1939 - Martha Hudson, ex velocista statunitense
- 1939 - Marino Masè, attore italiano († 2022)
- 1939 - Savino Melillo, politico italiano
- 1939 - Salomé, cantante spagnola
- 1939 - Kathleen Widdoes, attrice statunitense
- 1940 - Alberto Bazzarini, calciatore e allenatore di calcio italiano († 2022)
- 1940 - Solomon Burke, cantante statunitense († 2010)
- 1940 - Helena Henschen, scrittrice svedese († 2011)
- 1940 - Salvatore Palmucci, ex ciclista su strada sammarinese
- 1940 - Stefano Roncoroni, regista, sceneggiatore e critico cinematografico italiano
- 1940 - Chip Taylor, cantautore statunitense
- 1940 - Gerhard Zemann, attore austriaco († 2010)
- 1941 - Fausto Cercignani, filologo, critico letterario e poeta italiano
- 1941 - Dirk Frimout, ex astronauta e astrofisico belga
- 1941 - Valerij Jakovlevič Lonskoj, regista sovietico († 2021)
- 1941 - Václav Mašek, ex calciatore cecoslovacco
- 1941 - Mauro Pesce, biblista e storico delle religioni italiano
- 1941 - Boris Popov, ex pallanuotista e allenatore di pallanuoto sovietico
- 1942 - 'Ali 'Abd Allah Saleh, politico e militare yemenita († 2017)
- 1942 - Bill Barrier, sciatore alpino statunitense († 2022)
- 1942 - Paraná, ex calciatore brasiliano
- 1942 - Françoise Dorléac, attrice francese († 1967)
- 1942 - Fradique de Menezes, politico saotomense
- 1942 - Kōstas Politīs, cestista e allenatore di pallacanestro greco († 2018)
- 1942 - Arthur Ribeiro, ex schermidore brasiliano
- 1942 - Paolo Serraino, mafioso italiano († 2011)
- 1943 - Luigi Agnolin, arbitro di calcio e dirigente sportivo italiano († 2018)
- 1943 - Antal Dunai, allenatore di calcio e ex calciatore ungherese
- 1943 - Hartmut Haenchen, direttore d'orchestra tedesco
- 1943 - Jeong Jin-bong, ex cestista sudcoreano
- 1943 - Marika Kilius, ex pattinatrice artistica su ghiaccio tedesca
- 1943 - Tonny van Leeuwen, calciatore olandese († 1971)
- 1943 - Nelson Oyarzún, allenatore di calcio cileno († 1978)
- 1943 - Salvatore Sciascia, politico e dirigente d'azienda italiano († 2024)
- 1943 - Vivian Stanshall, cantante, pittore e poeta britannico († 1995)
- 1944 - Marie-Christine Barrault, attrice francese
- 1944 - Erich Buljung, ex tiratore a segno statunitense
- 1944 - Enrique Santiago Fernández, calciatore argentino († 2003)
- 1944 - David Lindley, cantante e polistrumentista statunitense († 2023)
- 1944 - Pedro Pietri, poeta portoricano († 2004)
- 1944 - Bruno Platter, abate e teologo italiano
- 1944 - Mary Robinson, politica e avvocata irlandese
- 1944 - Antonio Rosl, ex calciatore argentino
- 1944 - Massimo Villone, politico e costituzionalista italiano
- 1944 - Gila von Weitershausen, attrice tedesca
- 1945 - Fabrizio Ferretti, cantante italiano
- 1945 - Charles Greene, velocista statunitense († 2022)
- 1945 - Linda Lee Cadwell, scrittrice statunitense
- 1945 - Henrik Nordbrandt, scrittore, poeta e orientalista danese († 2023)
- 1945 - Giorgio Piazza, bassista italiano
- 1945 - Vincenzo Sica, politico italiano
- 1945 - Rose Stone, cantante e tastierista statunitense
- 1946 - Catherine Barthélémy, fisiologa e psichiatra francese
- 1946 - Graham Brown, ex calciatore inglese
- 1946 - Timothy Dalton, attore britannico
- 1946 - Ray Dorset, chitarrista e cantante britannico
- 1946 - Alberto Perino, attivista italiano († 2024)
- 1946 - Joaquín Pujol, ex nuotatore spagnolo
- 1946 - Joseph Mitsuaki Takami, arcivescovo cattolico giapponese
- 1947 - Pat Cramer, ex tennista sudafricano
- 1947 - Aldo De Martino, attore e cabarettista italiano
- 1947 - Michael Dibdin, scrittore britannico († 2007)
- 1947 - Eugenio Fumagalli, ex calciatore italiano
- 1947 - Jiří Kylián, coreografo e ex ballerino ceco
- 1947 - Franco Mussida, chitarrista, compositore e cantautore italiano
- 1947 - Boris Pavlov, sollevatore sovietico († 2004)
- 1947 - Roberto Poppi, critico cinematografico e storico del cinema italiano
- 1947 - Tazio Roversi, calciatore italiano († 1999)
- 1947 - Billy Sinclair, allenatore di calcio e ex calciatore scozzese
- 1947 - Maria Elena Stasi, politica e prefetta italiana
- 1947 - Ferenc Szekeres, ex maratoneta ungherese
- 1948 - Giovanni Brutto, ex calciatore italiano
- 1948 - Scott Fahlman, informatico statunitense
- 1948 - Farhad Khosrokhavar, sociologo iraniano
- 1948 - Dick Schneider, calciatore olandese († 2025)
- 1948 - Tullio Solenghi, attore, comico e imitatore italiano
- 1949 - Rolf-Dieter Amend, canoista tedesco († 2022)
- 1949 - Ennio Coltorti, attore, doppiatore e regista teatrale italiano
- 1949 - Romeo Costantini, regista, sceneggiatore e scenografo italiano
- 1949 - Pat Finucane, avvocato irlandese († 1989)
- 1949 - Tunku Muda Serting Imran, principe, avvocato e dirigente sportivo malese
- 1949 - Marianna Li Calzi, ex magistrata e ex politica italiana
- 1949 - Eddie Money, cantante, chitarrista e sassofonista statunitense († 2019)
- 1949 - Francis Soler, architetto francese
- 1949 - Slavoj Žižek, filosofo, sociologo e politologo sloveno
- 1950 - Cho Yong-pil, cantante, musicista e compositore sudcoreano
- 1950 - Julio Crisosto, ex calciatore cileno
- 1950 - Elena Firsova, compositrice russa
- 1950 - Roger Hodgson, cantante, chitarrista e tastierista britannico
- 1950 - Sergej Viktorovič Lavrov, diplomatico e politico russo
- 1950 - Anders Linderoth, allenatore di calcio e ex calciatore svedese
- 1951 - Luigi Falco, politico italiano († 2013)
- 1951 - Antonio La Palma, allenatore di calcio e ex calciatore italiano
- 1951 - Gerald Lee, ex cestista e allenatore di pallacanestro statunitense
- 1951 - Giovanni Ragone, sociologo italiano
- 1951 - Rudolf Schmid, slittinista austriaco († 2014)
- 1951 - Andrej Vladimirovič Tropillo, tecnico del suono, musicista e produttore discografico sovietico († 2024)
- 1951 - Siosa'ia Ma'ulupekotofa Tuita, diplomatico e politico tongano
- 1952 - Carlo Actis Dato, sassofonista e compositore italiano
- 1952 - Gianni Barbacetto, giornalista, scrittore e opinionista italiano
- 1952 - Riccardo Bertoncelli, giornalista, critico musicale e conduttore radiofonico italiano
- 1952 - Chang Dae-whan, politico, dirigente d'azienda e editore sudcoreano
- 1952 - Beppe Crovella, compositore, tastierista e produttore discografico italiano
- 1952 - Christophe Malavoy, attore e regista francese
- 1952 - Andy Parker, batterista britannico
- 1952 - Pepe Rozón, ex cestista dominicano
- 1953 - Francesco Banti, cantante italiano
- 1953 - Emilio Correa Sr., pugile cubano († 2024)
- 1953 - Myron Joseph Cotta, vescovo cattolico statunitense
- 1953 - Anita Di Giuseppe, politica italiana
- 1953 - Nigel Dick, regista e musicista inglese
- 1953 - Pasquale Preziosa, generale italiano
- 1953 - Giacinto Russo, politico italiano († 2025)
- 1953 - Ștefan Tașnadi, sollevatore rumeno († 2018)
- 1954 - Prayut Chan-o-cha, politico e generale thailandese
- 1954 - David Donato, cantante statunitense († 2021)
- 1954 - Mike Dunleavy, ex cestista, allenatore di pallacanestro e dirigente sportivo statunitense
- 1954 - Miguel Ángel Gutiérrez, ex calciatore argentino
- 1954 - Eduardo Pereira Martínez, ex calciatore uruguaiano
- 1954 - Steve Sheppard, ex cestista statunitense
- 1954 - Richard Wharton, attore statunitense
- 1955 - Jair Bolsonaro, politico e ex militare brasiliano
- 1955 - Luka Bonačić, allenatore di calcio e calciatore croato
- 1955 - Eufemio Cabral, ex calciatore paraguaiano
- 1955 - Norm Cook, cestista statunitense († 2008)
- 1955 - Edward Duyker, scrittore e storico australiano
- 1955 - Angelina Muniz, attrice brasiliana
- 1955 - Leonid Nazarenko, allenatore di calcio e ex calciatore sovietico
- 1955 - Dīmītrīs Papadīmoulīs, politico greco
- 1955 - Cesare Pietroiusti, artista italiano
- 1955 - Giovanni Talami, calciatore italiano († 2019)
- 1955 - Philippe Troussier, allenatore di calcio, dirigente sportivo e ex calciatore francese
- 1955 - Bärbel Wöckel, ex velocista tedesca
- 1956 - Joseph Charles Bambera, vescovo cattolico statunitense
- 1956 - Denise Di Novi, produttrice cinematografica, produttrice televisiva e regista statunitense
- 1956 - Augusto Grandi, giornalista e scrittore italiano
- 1956 - Richard H. Kirk, musicista britannico († 2021)
- 1956 - Ingrid Kristiansen, ex mezzofondista e maratoneta norvegese
- 1956 - Víctor Púa, allenatore di calcio e ex calciatore uruguaiano
- 1956 - Kevin Weeks, mafioso e collaboratore di giustizia statunitense
- 1957 - Ricardo Alonso, ex calciatore argentino
- 1957 - Roman Bierła, ex lottatore polacco
- 1957 - Mauro Malavasi, musicista, paroliere e arrangiatore italiano
- 1957 - Youssef Rzouga, poeta tunisino
- 1957 - Iōannīs Sarmas, magistrato greco
- 1958 - Ignazio Abrignani, politico italiano
- 1958 - Eugenio D'Orsi, politico italiano
- 1958 - Marlies Göhr, ex velocista tedesca
- 1958 - Brad Hall, attore, comico e regista statunitense
- 1958 - Sabrina Le Beauf, attrice statunitense
- 1958 - Gary Oldman, attore britannico
- 1958 - Raul Khajimba, politico abcaso
- 1959 - Brigitte Bourguignon, politica francese
- 1959 - Renato D'Aiello, sassofonista italiano
- 1959 - Hassan Ghazizadeh Hashemi, politico e oculista iraniano
- 1959 - Georg Kr. Lárusson, militare e magistrato islandese
- 1959 - Roberto Manzi, ex schermidore italiano
- 1959 - Sarah Jane Morris, cantante britannica
- 1959 - Heshmat Tabarzadi, attivista iraniano
- 1959 - Nobuo Uematsu, compositore e musicista giapponese
- 1959 - Murat Ülker, imprenditore turco
- 1960 - Peter Campbell, pallanuotista statunitense († 2023)
- 1960 - Ole Gunnar Fidjestøl, ex saltatore con gli sci norvegese
- 1960 - Cintia Lodetti, attrice italiana
- 1960 - Jim Matheson, politico statunitense
- 1960 - Dominic Miller, musicista e chitarrista argentino
- 1960 - Albrecht Plangger, politico italiano
- 1960 - Andrea Quartini, politico italiano
- 1960 - Ayrton Senna, pilota automobilistico brasiliano († 1994)
- 1960 - Robert Sweet, batterista statunitense
- 1960 - Jorgovanka Tabaković, politica e economista serba
- 1961 - James Bergeson, ex pallanuotista statunitense
- 1961 - Daniel Castellani, allenatore di pallavolo e ex pallavolista argentino
- 1961 - Kassie DePaiva, attrice statunitense
- 1961 - Calvin Duncan, ex cestista e allenatore di pallacanestro statunitense
- 1961 - Raffaele Jerusalmi, dirigente d'azienda italiano
- 1961 - Dwight Jones, ex cestista statunitense
- 1961 - Hiroshi Jōfuku, allenatore di calcio e ex calciatore giapponese
- 1961 - Lothar Matthäus, allenatore di calcio e ex calciatore tedesco
- 1961 - Slim Jim Phantom, batterista e compositore statunitense
- 1961 - Luigi Spagnol, editore e traduttore italiano († 2020)
- 1961 - Kim Turner, ex ostacolista statunitense
- 1961 - Simone Young, direttrice d'orchestra australiana
- 1962 - Paolo Belli, cantautore e conduttore televisivo italiano
- 1962 - Alessandra Bianco, dirigente sportiva e ex sciatrice alpina italiana
- 1962 - Matthew Broderick, attore statunitense
- 1962 - Daniele Bresciani, scrittore italiano
- 1962 - Janet Gardner, cantante statunitense
- 1962 - Narumi Kakinouchi, regista, fumettista e animatrice giapponese
- 1962 - Bernhard Kammerer, ex slittinista italiano
- 1962 - Gilles Lalay, pilota motociclistico francese († 1992)
- 1962 - Alfred Lutter, attore statunitense
- 1962 - Luciano Malaman, allenatore di calcio e ex calciatore italiano
- 1962 - Peter Michiaki Nakamura, arcivescovo cattolico giapponese
- 1962 - Rosie O'Donnell, attrice, conduttrice televisiva e autrice televisiva statunitense
- 1962 - Andrea Maria Schenkel, scrittrice tedesca
- 1962 - Mark Waid, fumettista statunitense
- 1963 - Gianluigi Braschi, produttore cinematografico italiano († 2008)
- 1963 - Rob Cavallo, produttore discografico statunitense
- 1963 - Tim Dillon, ex cestista statunitense
- 1963 - Giuseppe Ferrandino, politico italiano
- 1963 - Thierry Froger, allenatore di calcio e ex calciatore francese
- 1963 - Philippe Heberlé, tiratore a segno francese
- 1963 - Kim Yun-ho, ex cestista sudcoreano
- 1963 - Ronald Koeman, allenatore di calcio e ex calciatore olandese
- 1963 - Shawn Lane, chitarrista, pianista e compositore statunitense († 2003)
- 1963 - Share Ross, bassista statunitense
- 1963 - Alessandro Rossetto, regista, sceneggiatore e produttore cinematografico italiano
- 1963 - Jill Schoelen, attrice statunitense
- 1963 - Yuzo Takada, fumettista giapponese
- 1963 - Giancarlo Toniutti, musicista, compositore e antropologo italiano
- 1963 - Angelo Veccia, baritono italiano
- 1963 - Wang Libin, ex cestista e allenatore di pallacanestro cinese
- 1963 - Terry Wright, ex rugbista a 15 neozelandese
- 1964 - Frank Baltrusch, ex nuotatore tedesco
- 1964 - Giuseppe Baturi, arcivescovo cattolico italiano
- 1964 - Kaori Ekuni, scrittrice giapponese
- 1964 - Ieuan Evans, rugbista a 15 e imprenditore britannico
- 1964 - Mikel Garciandía Goñi, vescovo cattolico spagnolo
- 1964 - Lars Lunde, ex calciatore danese
- 1964 - Ma Yanhong, ex ginnasta cinese
- 1964 - Danny Miranda, bassista statunitense
- 1964 - Jesper Skibby, ex ciclista su strada danese
- 1964 - Corinne Vezzoni, architetta francese
- 1965 - Giovanni Alberti, matematico italiano
- 1965 - Xavier Bertrand, politico francese
- 1965 - Richard Cadette, ex calciatore inglese
- 1965 - Chen Longcan, ex tennistavolista cinese
- 1965 - Jeff Hooker, allenatore di calcio e ex calciatore statunitense
- 1965 - Mario Iceta Gavicagogeascoa, arcivescovo cattolico spagnolo
- 1965 - Steffen Krauß, calciatore tedesco orientale († 2008)
- 1965 - Roger Köppel, giornalista, editore e politico svizzero
- 1965 - Maurizio Neri, allenatore di calcio e ex calciatore italiano
- 1965 - Paul Rogers, ex calciatore inglese
- 1965 - Paul Ronan, attore irlandese
- 1965 - Steve Turner, cantante e chitarrista statunitense
- 1965 - Wakana Yamazaki, attrice e doppiatrice giapponese
- 1966 - Kwadwo Ani, artista ghanese
- 1966 - Benito Archundia, ex arbitro di calcio messicano
- 1966 - Roberto Azar, ex tennista argentino
- 1966 - Kenny Bräck, pilota automobilistico svedese
- 1966 - Nicola Campanile, militare italiano († 1990)
- 1966 - Hauke Fuhlbrügge, ex mezzofondista tedesco
- 1966 - Arturo Herrera Gutiérrez, economista, funzionario e politico messicano
- 1966 - Emad el-Din Mahmoud Ali, ex cestista egiziano
- 1966 - Emiel Mellaard, ex lunghista olandese
- 1966 - Niklas Nyhlen, ex calciatore svedese
- 1966 - Mario Orfeo, giornalista e dirigente pubblico italiano
- 1966 - Brad Pearce, ex tennista statunitense
- 1966 - DJ Premier, disc jockey, beatmaker e produttore discografico statunitense
- 1966 - Bettina Sabatini, ex maratoneta italiana
- 1966 - Marco Salom, regista, produttore cinematografico e compositore italiano
- 1966 - Rainer Schütterle, dirigente sportivo e ex calciatore tedesco
- 1966 - Mehran Shahintab, ex cestista e allenatore di pallacanestro iraniano
- 1966 - Shin Seung-hun, cantautore sudcoreano
- 1966 - Sadegh Varmazyar, ex calciatore e ex giocatore di calcio a 5 iraniano
- 1967 - Hossein Abdi, allenatore di calcio e ex calciatore iraniano
- 1967 - Samir Avdić, ex cestista bosniaco
- 1967 - Malcolm Allen, ex calciatore gallese
- 1967 - Farshad Falahatzadeh, ex calciatore iraniano
- 1967 - Ted Gilmore, ex giocatore di football americano e allenatore di football americano statunitense
- 1967 - Anthony Jones, ex cestista statunitense
- 1967 - Carwyn Jones, politico gallese
- 1967 - Peter Kohlgraf, vescovo cattolico tedesco
- 1967 - Ben Mankiewicz, conduttore televisivo statunitense
- 1967 - Maxim, cantante britannico
- 1967 - Miroslav Pecarski, ex cestista jugoslavo
- 1967 - Giannīs Sfairopoulos, allenatore di pallacanestro greco
- 1968 - Dalian Atkinson, calciatore inglese († 2016)
- 1968 - Jaye Davidson, attore statunitense
- 1968 - Paolo Gauna, italiano
- 1968 - Karyn Kusama, regista e sceneggiatrice statunitense
- 1968 - Alexander Kutschera, ex calciatore tedesco
- 1968 - Tomas Nydahl, ex tennista svedese
- 1968 - Valérie Pascal, modella francese
- 1968 - Remigijus Pocius, ex calciatore lituano
- 1968 - Greg Ellis, attore e doppiatore britannico
- 1968 - Ed Ronan, ex hockeista su ghiaccio statunitense
- 1968 - Blagovest Stojanov, ex canoista bulgaro
- 1968 - Gary Walsh, ex calciatore inglese
- 1968 - Scott Williams, ex cestista e allenatore di pallacanestro statunitense
- 1969 - Viktor Alonen, ex calciatore estone
- 1969 - Simon Busuttil, politico maltese
- 1969 - Inés María Calero, modella venezuelana
- 1969 - Allen Coulter, regista e produttore televisivo statunitense
- 1969 - Francesco D'Aniello, tiratore a volo italiano
- 1969 - Ali Daei, allenatore di calcio e ex calciatore iraniano
- 1969 - Diego Dolcini, stilista italiano
- 1969 - David Gramiccioli, attore, drammaturgo e giornalista italiano
- 1969 - Eber Moas, ex calciatore uruguaiano
- 1969 - Sandy Moger, ex hockeista su ghiaccio canadese
- 1969 - Matt Pini, ex rugbista a 15 e allenatore di rugby a 15 australiano
- 1969 - Pedro Rollán Ojeda, politico spagnolo
- 1969 - Jordi Soler, ex cestista spagnolo
- 1969 - Michael Weiner, ex arbitro di calcio tedesco
- 1970 - Massimo Apollonio, ex ciclista su strada italiano
- 1970 - Brigita Bukovec, ex ostacolista slovena
- 1970 - Eduardo José Castillo Pino, arcivescovo cattolico ecuadoriano
- 1970 - Chris Chibnall, sceneggiatore e produttore televisivo britannico
- 1970 - Fabiana Comin, allenatrice di calcio e ex calciatrice italiana
- 1970 - Katarzyna Dydek, ex cestista e allenatrice di pallacanestro polacca
- 1970 - Jaya, cantante filippina
- 1970 - Norma Ray, cantante e doppiatrice francese
- 1970 - Shiho Niiyama, doppiatrice giapponese († 2000)
- 1970 - Yutthana Polsak, ex calciatore e ex giocatore di calcio a 5 thailandese
- 1970 - Paola Randi, regista cinematografica e sceneggiatrice italiana
- 1970 - Mohammed Samadi, ex calciatore marocchino
- 1970 - Justine Suissa, cantautrice britannica
- 1970 - Barbara Szewczyk-Wolnicka, ex schermitrice polacca
- 1970 - Marina Várkonyi, ex schermitrice ungherese
- 1970 - Alex Visentin, allenatore di calcio e ex calciatore italiano
- 1970 - Prince Yahshua, attore pornografico e regista statunitense
- 1970 - Moacir Rodrigues dos Santos, calciatore brasiliano († 2024)
- 1971 - Hélder Cristóvão, allenatore di calcio e ex calciatore angolano
- 1971 - Maureen Drake, ex tennista canadese
- 1971 - Guy Easterby, ex rugbista a 15 e dirigente sportivo irlandese
- 1971 - Andrea Eskau, biatleta tedesca
- 1971 - Domenico Nordio, violinista italiano
- 1971 - Vinicio Peluffo, politico italiano
- 1972 - Piotr Adamczyk, attore e sceneggiatore polacco
- 1972 - Kristen Anderson-Lopez, compositrice, paroliere e musicista statunitense
- 1972 - Edgar Báez, ex calciatore paraguaiano
- 1972 - Chris Candido, wrestler statunitense († 2005)
- 1972 - Cho Min-sun, ex judoka sudcoreana
- 1972 - Balázs Kiss, ex martellista ungherese
- 1972 - Finnur Kolbeinsson, ex calciatore islandese
- 1972 - Francesco Lollobrigida, politico italiano
- 1972 - Cristina Marocco, attrice e cantante italiana
- 1972 - Andreas Maurīs, ex calciatore cipriota
- 1972 - Boris Mironov, ex hockeista su ghiaccio russo
- 1972 - Large Professor, rapper, beatmaker e produttore discografico statunitense
- 1972 - Tetsu Shiratori, doppiatore, attore e regista giapponese
- 1972 - Ole Bjørn Sundgot, allenatore di calcio e ex calciatore norvegese
- 1972 - Lisa Thomaidis, ex cestista e allenatrice di pallacanestro canadese
- 1972 - Derartu Tulu, ex mezzofondista e maratoneta etiope
- 1972 - Cristian Zanzi, ex arbitro di calcio italiano
- 1973 - Vanessa Branch, attrice britannica
- 1973 - Natasha Kiss, ex attrice pornografica italiana
- 1973 - Kamel Kherkhache, ex calciatore algerino
- 1973 - Mario Lemme, allenatore di calcio e ex calciatore italiano
- 1973 - Ananda Lewis, modella e conduttrice televisiva statunitense († 2025)
- 1973 - Rustam Muradov, generale russo
- 1973 - Christian Nerlinger, ex calciatore e dirigente sportivo tedesco
- 1973 - Jerry Supiran, attore statunitense
- 1973 - Raffaella Zardo, conduttrice televisiva e showgirl italiana
- 1974 - Laura Allen, attrice statunitense
- 1974 - José Clayton, ex calciatore brasiliano
- 1974 - Rhys Darby, attore e comico neozelandese
- 1974 - Monika Kovač, ex cestista croata
- 1974 - Joseph Mawle, attore britannico
- 1974 - Sean McDermott, allenatore di football americano statunitense
- 1974 - Jamal Mubarak, ex calciatore kuwaitiano
- 1974 - Franck Mériguet, allenatore di pallacanestro e ex cestista francese
- 1974 - Regina Schleicher, ex ciclista su strada tedesca
- 1974 - Conor Woodman, economista, scrittore e conduttore televisivo irlandese
- 1975 - Michale Graves, cantautore statunitense
- 1975 - Irurzun, ex calciatore spagnolo
- 1975 - Vasilios Kalogeracos, ex calciatore australiano
- 1975 - Corné Krige, ex rugbista a 15 zambiano
- 1975 - Dragan Lukovski, ex cestista serbo
- 1975 - Fabricio Oberto, ex cestista argentino
- 1975 - Mirko Petrini, attore e cantautore italiano
- 1975 - Justin Pierce, attore e skater britannico († 2000)
- 1975 - Vitalij Potapenko, ex cestista e allenatore di pallacanestro ucraino
- 1975 - Mark Williams, giocatore di snooker gallese
- 1976 - Samuele Bertinelli, politico italiano
- 1976 - Laura Camps, ex cestista spagnola
- 1976 - Duilio Davino, dirigente sportivo e ex calciatore messicano
- 1976 - Maksim Demenko, ex calciatore e allenatore di calcio russo
- 1976 - Jeff Lemire, scrittore e fumettista canadese
- 1976 - Rachael MacFarlane, doppiatrice e cantante statunitense
- 1976 - Sara Morganti, cavallerizza italiana
- 1976 - Iain Percy, velista britannico
- 1976 - L.J. Shelton, ex giocatore di football americano statunitense
- 1977 - Sailesh Sami, ex calciatore figiano
- 1977 - Bruno Cirillo, procuratore sportivo e ex calciatore italiano
- 1977 - Jamie Delgado, allenatore di tennis e ex tennista britannico
- 1977 - Mohammad Reza Golzar, modello, cantante e chitarrista iraniano
- 1977 - Ilse Heylen, ex judoka belga
- 1977 - Patrizia Marrocco, politica e produttrice televisiva italiana
- 1977 - Raul Peña, attore e cantante spagnolo
- 1977 - Jerry Rinoldo, pallavolista italiano
- 1977 - Silvio Schaufelberger, bobbista svizzero
- 1977 - Chris Sparling, sceneggiatore, regista e produttore cinematografico statunitense
- 1977 - Sam Troughton, attore britannico
- 1978 - Sally Barsosio, mezzofondista keniota
- 1978 - Marco De Luigi, ex calciatore sammarinese
- 1978 - Karl Duguid, allenatore di calcio e ex calciatore inglese
- 1978 - Alireza Faghani, arbitro di calcio iraniano
- 1978 - Kevin Federline, rapper e ballerino statunitense
- 1978 - Nicola Gavazzi, ex ciclista su strada italiano
- 1978 - Michel Hmaé, ex calciatore francese
- 1978 - Hans Leithe, ex fondista norvegese
- 1978 - Anders Lyrbring, ex nuotatore svedese
- 1978 - Nicola Minichiello, ex bobbista britannica
- 1978 - Rani Mukherjee, attrice indiana
- 1978 - Ousmane N'Doye, ex calciatore senegalese
- 1978 - Young Noble, rapper statunitense († 2025)
- 1978 - Mumamba Numba, ex calciatore zambiano
- 1978 - Marcos Pérez Sancho, ex calciatore spagnolo
- 1978 - Alena Šeredová, showgirl, modella e attrice ceca
- 1978 - Pavel Trachanov, hockeista su ghiaccio russo († 2011)
- 1978 - John Trengove, regista sudafricano
- 1978 - Oleh Venhlyns'kyj, ex calciatore ucraino
- 1979 - Jerry Allen, allenatore di calcio e ex calciatore salomonese
- 1979 - Daniel Arnefjord, ex calciatore svedese
- 1979 - Fredrik Berglund, ex calciatore svedese
- 1979 - Cyril Chapuis, ex calciatore francese
- 1979 - Patrícia de Oliveira Ferreira, ex cestista brasiliana
- 1979 - Davide Degli Esposti, pilota motociclistico italiano
- 1979 - Ava Rocha, cantautrice, compositrice e attrice brasiliana
- 1979 - Simon Strübin, giocatore di curling svizzero
- 1980 - Ronaldinho, ex calciatore brasiliano
- 1980 - Goran Bezina, allenatore di hockey su ghiaccio e ex hockeista su ghiaccio svizzero
- 1980 - Marit Bjørgen, ex fondista norvegese
- 1980 - Veigar Páll Gunnarsson, ex calciatore islandese
- 1980 - Andrej Kašečkin, ex ciclista su strada kazako
- 1980 - Niklas Kohrt, attore tedesco
- 1980 - Lee Jin, cantante e attrice sudcoreana
- 1980 - Anna Mickelson, canottiera statunitense
- 1980 - Peter Ofori-Quaye, ex calciatore ghanese
- 1980 - Deryck Whibley, cantante, chitarrista e produttore discografico canadese
- 1980 - Yang Hao, pallavolista cinese
- 1981 - Susanne Beer, ex sciatrice alpina tedesca
- 1981 - Sébastien Chavanel, ex ciclista su strada francese
- 1981 - Daniele Del Grosso, politico italiano
- 1981 - Stig Van Eijk, cantante norvegese
- 1981 - Dean Flynn, attore pornografico statunitense
- 1981 - Lauren Kate, scrittrice statunitense
- 1981 - Emerson Nunes, allenatore di calcio e ex calciatore brasiliano
- 1981 - Matt Schneiderman, ex cestista statunitense
- 1981 - Wang Changqing, calciatore cinese
- 1981 - Vincent Yarbrough, ex cestista statunitense
- 1982 - Maria Elena Camerin, ex tennista italiana
- 1982 - Ejegayehu Dibaba, ex mezzofondista e maratoneta etiope
- 1982 - Mahdi Fatehi, grafico e direttore artistico iraniano
- 1982 - Santino Fontana, attore, doppiatore e cantante statunitense
- 1982 - Jocie Guo, cantante singaporiana
- 1982 - Klete Keller, ex nuotatore statunitense
- 1982 - Joshua Kutryk, astronauta, ingegnere e aviatore canadese
- 1982 - Thomas Nickcolson, calciatore trinidadiano
- 1982 - Christoffer Svae, giocatore di curling norvegese
- 1982 - Antar Yahia, dirigente sportivo, allenatore di calcio e ex calciatore algerino
- 1982 - Dario Zahora, ex calciatore croato
- 1983 - Amanda Blank, cantante statunitense
- 1983 - Andrés Díaz, ex calciatore argentino
- 1983 - Anatolie Doroș, ex calciatore moldavo
- 1983 - Gonzalo Fierro, ex calciatore cileno
- 1983 - Vanessa Guide, attrice francese
- 1983 - Martina Hrašnová, martellista slovacca
- 1983 - Jennifer Lacy, ex cestista statunitense
- 1983 - Jean-François Montauriol, rugbista a 15 francese
- 1983 - Alana Nichols, cestista statunitense
- 1983 - Tasha Page-Lockhart, cantautrice statunitense
- 1983 - Romeo Papini, ex calciatore italiano
- 1983 - Lucila Pascua, ex cestista spagnola
- 1983 - Tomislav Puljić, ex calciatore croato
- 1983 - Surkumar Singh, calciatore indiano
- 1983 - Gennaro Troianiello, allenatore di calcio e ex calciatore italiano
- 1983 - Vladimir Zafirov, calciatore bulgaro
- 1983 - Andrij Zaporožan, allenatore di calcio e ex calciatore ucraino
- 1984 - Armando Alonso, ex calciatore costaricano
- 1984 - Rodrigo Arroz, ex calciatore brasiliano
- 1984 - Giovanni Block, cantautore italiano
- 1984 - Andreas Bredau, bobbista tedesco
- 1984 - Florent Chaigneau, ex calciatore francese
- 1984 - Jeppe Curth, ex calciatore danese
- 1984 - Sopho Gelovani, cantante georgiana
- 1984 - Giulia Gianesini, ex sciatrice alpina italiana
- 1984 - Marina Karpunina, cestista russa
- 1984 - Tarence Kinsey, ex cestista statunitense
- 1984 - Grégory Mallet, ex nuotatore francese
- 1984 - Antigónī Ntrismpiōtī, marciatrice greca
- 1984 - Franck Perera, pilota automobilistico francese
- 1984 - Max Pomeranc, attore statunitense
- 1984 - Guillermo Rodríguez, ex calciatore uruguaiano
- 1984 - Karl Svensson, ex calciatore svedese
- 1984 - Katja Višnar, fondista slovena
- 1984 - Matija Zaviršek, ex sciatore alpino sloveno
- 1985 - Saeed Al Sulaiti, pilota motociclistico qatariota
- 1985 - Sarah Bryant, triatleta neozelandese
- 1985 - Ryan Callahan, hockeista su ghiaccio statunitense
- 1985 - Erik Fisher, ex sciatore alpino statunitense
- 1985 - Sean Franklin, ex calciatore statunitense
- 1985 - Chris Hogg, allenatore di calcio e ex calciatore inglese
- 1985 - Leanna Jones, attrice e cantante inglese
- 1985 - Vladimir Kanajkin, marciatore russo
- 1985 - Bennard Yao Kumordzi, ex calciatore ghanese
- 1985 - Marco Magnani, ex cestista italiano
- 1985 - Sonequa Martin-Green, attrice statunitense
- 1985 - Adrian Peterson, giocatore di football americano statunitense
- 1985 - Margrethe Renstrøm, lunghista norvegese
- 1985 - Ahsha Rolle, ex tennista statunitense
- 1985 - Blaise Sonnery, ex ciclista su strada francese
- 1985 - Ryan Toolson, ex cestista statunitense
- 1985 - Wilson Rodrigues Fonseca, ex calciatore brasiliano
- 1985 - Kasper Winther Jørgensen, canottiere danese
- 1985 - Melanie Zanetti, attrice australiana
- 1986 - Romanos Alyfantis, nuotatore greco
- 1986 - Giulia Arcioni, velocista italiana
- 1986 - Scott Eastwood, attore statunitense
- 1986 - David Elebert, ex calciatore irlandese
- 1986 - Xabi Irureta, calciatore spagnolo
- 1986 - Joseph Jones, ex cestista statunitense
- 1986 - Asghar Kardoust, cestista iraniano
- 1986 - Nikoléta Kiriakopoúlou, astista greca
- 1986 - Germán Lanaro, ex calciatore argentino
- 1986 - Derrick Low, ex cestista statunitense
- 1986 - Sara Magnaguagno, calciatrice italiana
- 1986 - Sajjad Mehrabi, pugile iraniano
- 1986 - Reza Moradkhani, pugile iraniano
- 1986 - Mr. Ketra, disc jockey e produttore discografico italiano
- 1986 - Pio Palu, calciatore tongano
- 1986 - Michu, dirigente sportivo e ex calciatore spagnolo
- 1986 - Oshin Sahakian, ex cestista iraniano
- 1986 - Franz Schiemer, dirigente sportivo, allenatore di calcio e ex calciatore austriaco
- 1986 - David Solari, ex calciatore colombiano
- 1986 - Garth Ziegler, ex rugbista a 15 zimbabwese
- 1987 - Slavko Blagojević, calciatore croato
- 1987 - Carlos Carrasco, giocatore di baseball venezuelano
- 1987 - Pablo Espinoza, cestista argentino
- 1987 - Rachel Hyde-Harvey, attrice e cantante britannica
- 1987 - Maxime Josse, ex calciatore francese
- 1987 - Marcos García Barreno, calciatore spagnolo
- 1987 - Mirko Palazzi, calciatore italiano
- 1987 - Jurij Rjazanov, ginnasta russo († 2009)
- 1987 - Martin Spelmann, calciatore danese
- 1987 - Jonathan Stewart, ex giocatore di football americano statunitense
- 1987 - Jens-Kristian Sørensen, ex calciatore danese
- 1987 - Rodolfo Torres, ciclista su strada colombiano
- 1988 - Solomon Alabi, ex cestista nigeriano
- 1988 - Cristian Bălgrădean, calciatore rumeno
- 1988 - Josepmir Ballón, calciatore peruviano
- 1988 - Lee Cattermole, allenatore di calcio e ex calciatore inglese
- 1988 - Deividas Dulkys, ex cestista e allenatore di pallacanestro lituano
- 1988 - Sixpm, produttore discografico, disc jockey e musicista italiano
- 1988 - Diego Ferrín, altista ecuadoriano
- 1988 - Kathrin Fuhrer, ex sciatrice alpina svizzera
- 1988 - Marc García, calciatore andorrano
- 1988 - Leonardo Gottardo, giavellottista italiano
- 1988 - María Gabriela Isler, modella venezuelana
- 1988 - Erik Johnson, hockeista su ghiaccio statunitense
- 1988 - Réda Johnson, ex calciatore beninese
- 1988 - Michael Madl, allenatore di calcio e ex calciatore austriaco
- 1988 - Pat McCabe, rugbista a 15 australiano
- 1988 - Robert Meeuwsen, giocatore di beach volley olandese
- 1988 - Sergej Morozov, marciatore russo
- 1988 - Alexander Nelson, ex velocista britannico
- 1988 - Jessica Paoletta, velocista italiana
- 1988 - Donatas Rumšas, arbitro di calcio lituano
- 1988 - Juan Pablo Segovia, calciatore argentino
- 1988 - Nyeshia Stevenson, ex cestista statunitense
- 1989 - Alisar Ailabouni, modella austriaca
- 1989 - Jordi Alba, calciatore spagnolo
- 1989 - Timo André Bakken, ex fondista norvegese
- 1989 - Bryan Bulaga, giocatore di football americano statunitense
- 1989 - Cristiano Caccamo, attore italiano
- 1989 - Francesco Cicchella, attore, comico e imitatore italiano
- 1989 - Tim Declercq, ciclista su strada belga
- 1989 - Lucas Faggiano, cestista argentino
- 1989 - Dan Herron, ex giocatore di football americano statunitense
- 1989 - Tom Leeb, cantautore, attore e comico francese
- 1989 - Nicolás Lodeiro, calciatore uruguaiano
- 1989 - Gonzalo López-Escribano, pallanuotista spagnolo
- 1989 - Jonatan Machuca, cestista argentino
- 1989 - Ian Madigan, rugbista a 15 irlandese
- 1989 - Kelly McBroom, ex sciatrice alpina canadese
- 1989 - Theodōros Mperios, calciatore greco
- 1989 - Vladislav Nikiforov, calciatore russo
- 1989 - Anthony Nwakaeme, calciatore nigeriano
- 1989 - Florent Ogier, calciatore francese
- 1989 - Boris Sagredo, calciatore cileno
- 1989 - Takeru Satō, attore e cantante giapponese
- 1989 - Marcelo Andrés Silva Fernández, calciatore uruguaiano
- 1989 - Data Sitch'inava, calciatore georgiano
- 1989 - Lesly St. Fleur, calciatore bahamense
- 1989 - Soumya Swaminathan, scacchista indiana
- 1990 - Andrew Albicy, cestista francese
- 1990 - Anthony Angély, calciatore francese
- 1990 - Erik Bakker, ex calciatore olandese
- 1990 - Fabio Baraldi, dirigente sportivo e pallanuotista italiano
- 1990 - Alyssa Campanella, modella statunitense
- 1990 - Mandy Capristo, cantautrice tedesca
- 1990 - Margaux Châtelier, attrice francese
- 1990 - Aghvan Davoyan, ex calciatore armeno
- 1990 - Yapp Hung Fai, calciatore hongkonghese
- 1990 - Emily Infeld, mezzofondista statunitense
- 1990 - Anastasija Ivanova, schermitrice russa
- 1990 - Blaž Mahkovic, cestista sloveno
- 1990 - Martin Maloča, calciatore croato
- 1990 - Fernando Meza, calciatore argentino
- 1990 - Darius Miller, ex cestista statunitense
- 1990 - Šarif Muchammad, calciatore russo
- 1990 - Luis Ojeda, calciatore argentino
- 1990 - Narges Rashidi, attrice tedesca
- 1990 - Ramin Rezaeian, calciatore iraniano
- 1990 - Ryosuke Sakazume, pattinatore di short track giapponese
- 1990 - Giacomo Sanguinetti, cestista italiano
- 1990 - Giuditta Schiavo, dirigente sportivo e ex calciatrice italiana
- 1990 - Nicolás Uriarte, pallavolista argentino
- 1990 - Irena Vrančić, cestista bosniaca
- 1990 - Grayson Waller, wrestler australiano
- 1991 - Konstantīns Budilovs, ex calciatore lettone
- 1991 - Andrés Chávez, calciatore argentino
- 1991 - Serghei Diulgher, calciatore moldavo
- 1991 - Djaniny, calciatore capoverdiano
- 1991 - Raquel Fernandes, calciatrice brasiliana
- 1991 - Antoine Griezmann, calciatore francese
- 1991 - Alexandra Hagan, canottiera australiana
- 1991 - Tamás Kaszap, pallavolista ungherese
- 1991 - Norma Jean Martine, cantautrice statunitense
- 1991 - Sardor Mirzayev, calciatore uzbeko
- 1991 - Nika Piliev, ex calciatore russo
- 1991 - Ronan Quarmby, pilota motociclistico sudafricano
- 1991 - Mateus Uribe, calciatore colombiano
- 1991 - Yzomandias, rapper ceco
- 1992 - Jordi Amat, calciatore spagnolo
- 1992 - Jean-David Beauguel, calciatore francese
- 1992 - Éber Bessa, calciatore brasiliano
- 1992 - Dustin Corea, calciatore salvadoregno
- 1992 - Jean Paul Farrugia, calciatore maltese
- 1992 - Kieron Freeman, calciatore gallese
- 1992 - Román Golobart, ex calciatore spagnolo
- 1992 - Andrei Hergheligiu, calciatore rumeno
- 1992 - Lucien Hinge, calciatore vanuatuano
- 1992 - Killer Kelly, wrestler portoghese
- 1992 - Julian Korb, calciatore tedesco
- 1992 - Dawid Kudła, calciatore polacco
- 1992 - Aïssata Maïga, ex cestista maliana
- 1992 - Josh Mance, velocista statunitense
- 1992 - Vanessa Marina, danzatrice portoghese
- 1992 - Tracy Mpati Bibuangu, calciatore belga
- 1992 - Chiney Ogwumike, cestista statunitense
- 1992 - Karolína Plíšková, tennista ceca
- 1992 - Kristýna Plíšková, tennista ceca
- 1992 - Jakub Żubrowski, ex calciatore polacco
- 1993 - Sven Andrighetto, hockeista su ghiaccio svizzero
- 1993 - Tidiane Ba, calciatore senegalese
- 1993 - Jake Bidwell, calciatore inglese
- 1993 - Elizabeth Dadzie, multiplista ghanese
- 1993 - Laurent Dos Santos, calciatore francese
- 1993 - Davit Hakobyan, ex calciatore armeno
- 1993 - Dávid Hudák, calciatore slovacco
- 1993 - Jade Jones, taekwondoka britannica
- 1993 - Anastasija Kuz'mina, ballerina, personaggio televisivo e conduttrice televisiva ucraina
- 1993 - DaVonté Lacy, cestista statunitense
- 1993 - Luka Mitrović, cestista serbo
- 1993 - Chutavuth Pattarakampol, attore e conduttore televisivo thailandese
- 1993 - Jesse Joronen, calciatore finlandese
- 1993 - Yunieska Robles, pallavolista cubana
- 1993 - Suraj Sharma, attore indiano
- 1993 - María Ólafsdóttir, cantante e attrice islandese
- 1994 - Álvaro Bely, calciatore argentino
- 1994 - Summer Britcher, slittinista statunitense
- 1994 - Fabián Carmona, calciatore cileno
- 1994 - Emma Errico, calciatrice italiana
- 1994 - Alan de Souza, pallavolista brasiliano
- 1994 - Daniel Frank, hockeista su ghiaccio italiano
- 1994 - Terry Henderson, cestista statunitense
- 1994 - Alireza Karimi, lottatore iraniano
- 1994 - Arvid de Kleijn, ciclista su strada olandese
- 1994 - Dar"ja Kravec', calciatrice ucraina
- 1994 - Ėduard Latypov, biatleta russo
- 1994 - Margaret Lu, schermitrice statunitense
- 1994 - Felix Luckeneder, calciatore austriaco
- 1994 - Arthur Rodrigues Rezende, calciatore brasiliano
- 1994 - Jasmin Savoy Brown, attrice statunitense
- 1994 - Manuel Steitz, attore tedesco
- 1995 - Nathan Adrian, cestista statunitense
- 1995 - Oren Burks, giocatore di football americano statunitense
- 1995 - RJ Cyler, attore statunitense
- 1995 - Juan Fuentes, calciatore cileno
- 1995 - Enis Gavazaj, calciatore albanese
- 1995 - Dadi Dodou Gaye, calciatore norvegese
- 1995 - Ahmed Hill, cestista statunitense
- 1995 - Milan Jokić, calciatore serbo
- 1995 - Sebastian Joseph-Day, giocatore di football americano statunitense
- 1995 - Đorđe Kaplanović, cestista serbo
- 1995 - Jorgo Meksi, calciatore albanese
- 1995 - Hany Mukhtar, calciatore tedesco
- 1995 - Nick Mullens, giocatore di football americano statunitense
- 1995 - Artëm Nyč, ciclista su strada russo
- 1995 - A'Shawn Robinson, giocatore di football americano statunitense
- 1995 - Linden Stephens, giocatore di football americano statunitense
- 1995 - Ahkello Witherspoon, giocatore di football americano statunitense
- 1995 - Sagiv Yehezkel, calciatore israeliano
- 1995 - Júlio César de Freitas Filho, calciatore brasiliano
- 1995 - Brano Đukanović, cestista serbo
- 1996 - Facundo Altamirano, calciatore argentino
- 1996 - Gabriela Andělová, cestista ceca
- 1996 - Han Ji-hyun, attrice sudcoreana
- 1996 - Jamarcus Henderson, giocatore di football americano statunitense
- 1996 - Jan Hołub, nuotatore polacco
- 1996 - Aurora Mikalsen, calciatrice norvegese
- 1996 - Brandon Rivera, ciclista su strada colombiano
- 1996 - Alexis Rodríguez, calciatore argentino
- 1996 - Denis Rodríguez, calciatore argentino
- 1996 - Carlos Sanz, giocatore di calcio a 5 venezuelano
- 1997 - Netanel Artzi, cestista israeliano
- 1997 - Grayson Bell, nuotatore australiano
- 1997 - Jérémie Broh, calciatore italiano
- 1997 - Kalani Brown, cestista statunitense
- 1997 - Sigfredo Casero-Ortiz, cestista cubano
- 1997 - Henrique Chaves, pilota automobilistico portoghese
- 1997 - Bryant Crawford, cestista statunitense
- 1997 - Moses Dyer, calciatore neozelandese
- 1997 - Mohab El-Kordy, tuffatore egiziano
- 1997 - Ramiro Guerra, ex calciatore uruguaiano
- 1997 - Nikos Kamarianos, cestista greco
- 1997 - Mathias Kristensen, calciatore danese
- 1997 - Damien Lewis, giocatore di football americano statunitense
- 1997 - Bohdan Mychajličenko, calciatore ucraino
- 1997 - Josh Oliver, giocatore di football americano statunitense
- 1997 - Nathaniel Phillips, calciatore inglese
- 1997 - Jamey Rodemeyer, youtuber e attivista statunitense († 2011)
- 1997 - Martina Stoessel, cantante e attrice argentina
- 1997 - Charly Trussardi, rugbista a 15 italiano
- 1997 - Christian Vital, cestista statunitense
- 1998 - Miles Bridges, cestista statunitense
- 1998 - Pol Figueras, cestista spagnolo
- 1998 - Łukasz Gutkowski, pentatleta polacco
- 1998 - Zakaria Hamadi, calciatore italiano
- 1998 - Kalle Joelsson, calciatore svedese
- 1998 - Edon Maxhuni, cestista finlandese
- 1998 - Zech McPhearson, giocatore di football americano statunitense
- 1998 - Ahmed Atef, calciatore egiziano
- 1998 - Marta Pandini, calciatrice italiana
- 1998 - Francesca Parmesani, cestista italiana
- 1998 - Daniil Penčikov, calciatore russo
- 1998 - Anna Rogers, tennista statunitense
- 1998 - Giovanni Veronesi, cestista italiano
- 1998 - Woo Ha-ram, tuffatore sudcoreano
- 1998 - Ondřej Šašinka, calciatore ceco
- 1999 - Pablo Graña, canoista spagnolo
- 1999 - Yousef Aymen, calciatore qatariota
- 1999 - Mélusine Mayance, attrice francese
- 1999 - Mateo Šerić, cestista tedesco
- 1999 - Kurban Širaev, lottatore russo
- 2000 - Chase Brown, giocatore di football americano canadese
- 2000 - Aurora De Sanctis, calciatrice italiana
- 2000 - Matthew Longstaff, calciatore inglese
- 2000 - Becky Massey, cestista belga
- 2000 - Billie Massey, cestista belga
- 2000 - Jace Norman, attore e produttore televisivo statunitense
- 2000 - Reggie Perry, cestista statunitense
- 2000 - Quinten Post, cestista olandese
- 2000 - Tommy Richman, cantante statunitense
- 2000 - Slobodan Rubežić, calciatore serbo
- 2000 - Ramiro Ruiz Rodríguez, calciatore argentino
- 2000 - Anda Upīte, slittinista lettone
- 2000 - Lorenzo Zurzolo, attore italiano

## XXI secolo(42)
- 2001 - Gastón Benedetti, calciatore argentino
- 2001 - Sydney Brown, giocatore di football americano canadese
- 2001 - Jack Burroughs, calciatore scozzese
- 2001 - Paulo Victor Ferreira de Jesus, calciatore brasiliano
- 2001 - Husina Kobugabe, giocatrice di badminton ugandese
- 2001 - Simone Mantegazza, canottiere italiano
- 2001 - Mathias Olesen, calciatore lussemburghese
- 2001 - Kristina Ovchinnikova, altista kazaka
- 2001 - Fernando Prado, calciatore uruguaiano
- 2001 - Matej Rudan, cestista croato
- 2001 - Denis Alex Rusu, calciatore rumeno
- 2001 - Varvara Subbotina, sincronetta russa
- 2002 - Pedro Alemañ, calciatore spagnolo
- 2002 - Alberto Baldé, calciatore dominicano
- 2002 - Malachi Corley, giocatore di football americano statunitense
- 2002 - Kim Mi-hwa, tuffatrice nordcoreana
- 2002 - Augustas Marčiulionis, cestista lituano
- 2002 - Nicolás Rossi, calciatore uruguaiano
- 2002 - Riccardo Rossi, pilota motociclistico italiano
- 2002 - Parker Washington, giocatore di football americano statunitense
- 2002 - Briana Williams, velocista giamaicana
- 2002 - Antonio Zarzana, calciatore spagnolo
- 2003 - Fidel Ambríz, calciatore messicano
- 2003 - Paulina Gramaglia, calciatrice argentina
- 2003 - Lasse Günther, calciatore tedesco
- 2003 - Elisa Iorio, ginnasta italiana
- 2003 - Tat'jana Kadočkina, pallavolista russa
- 2003 - Abbi Pulling, pilota automobilistica britannica
- 2003 - Denis Višinský, calciatore ceco
- 2003 - Miano van den Bos, calciatore tanzaniano
- 2004 - Victoria Della Peruta, calciatrice statunitense
- 2004 - Karim Konaté, calciatore ivoriano
- 2004 - Charly Nouck Horneman, calciatore danese
- 2004 - Toxis, rapper russo
- 2005 - Kayla Cross, tennista canadese
- 2005 - Aiman Dardari, calciatore lussemburghese
- 2005 - Kazper Karlsson, calciatore svedese
- 2005 - Calixte Ligue, calciatore svizzero
- 2005 - Elizabeth Ndudi, lunghista irlandese
- 2005 - Nico O'Reilly, calciatore inglese
- 2007 - Giovanni Cantizano, calciatore argentino
- 2007 - Ethan Nwaneri, calciatore inglese

## Senza anno specificato(1)
- Enrico Suso, mistico e religioso tedesco († 1366)